# ويليام إتش كيلر
ويليام إتش كيلر (بالإنجليزية: William Henry Keeler) هو كاهن كاثوليكي أمريكي، ولد في 4 مارس 1931 في سان أنطونيو في الولايات المتحدة، وتوفي في 23 مارس 2017 في كاتونسفيل في الولايات المتحدة بسبب مرض.

## وصلات خارجية
- ويليام إتش كيلر على موقع إن إن دي بي (الإنجليزية)